# HC Fassa
HC Val di Fassa, eller Sportiva Hockey Club Fassa, är en italiensk ishockeyklubb från Canazei.

## Historia
Klubben grundades 1955 som H.C. Canazei och debuterade i italiens högsta serie, Serie A, 1985. Under 1987 var klubben värd för matcherna i B-gruppen i Ishockey-VM 1987. Under Ishockey-VM 1994 som hölls i Italien var Canazei en av huvudspelplatserna.

## Meriter
Den största meriten klubben nått är en andraplats i Serie A efter att förlorat finalmatchen mot AS Varese Hockey säsongen 1987/1988. Övriga meriter är tre tredjeplaceringar i serien.